# Đường dây 500 kV Bắc - Nam

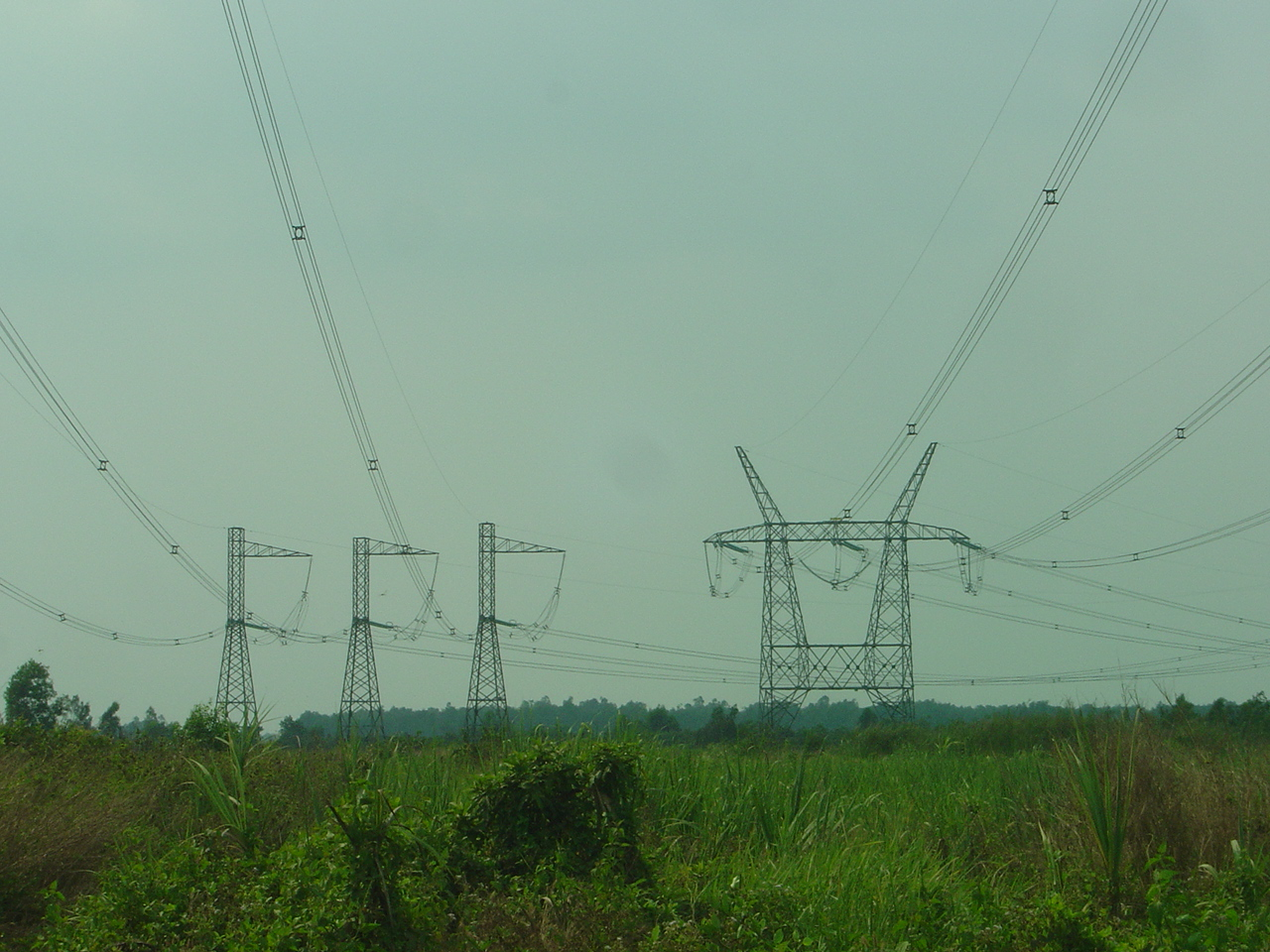
Đường dây 500kV Bắc - Nam, bên trái là mạch 1, bên phải là mạch 2 (mỗi mạch có 3 pha, mỗi pha có 4 dây)

Đường dây 500kV Bắc – Nam mạch 1 là công trình đường dây truyền tải điện năng siêu cao áp 500kV đầu tiên tại Việt Nam có tổng chiều dài 1487 km, kéo dài từ Hòa Bình đến Phú Lâm (TP. Hồ Chí Minh). Mục tiêu xây dựng công trình là nhằm truyền tải lượng điện năng dư thừa từ Miền Bắc (từ cụm các nhà máy thủy điện Hòa Bình, Thác Bà; nhiệt điện Phả Lại, Uông Bí, Ninh Bình) để cung cấp cho Miền Nam và Miền Trung lúc đó đang thiếu điện nghiêm trọng, đồng thời liên kết hệ thống điện cục bộ của ba Miền thành một khối thống nhất.

## Bối cảnh
Từ sau chủ trương Đổi Mới của Đảng Cộng sản Việt Nam vào năm 1986, kinh tế Việt Nam có những bước chuyển biến tích cực. Giai đoạn 1990 – 1995, tốc độ tăng trưởng sản lượng công nghiệp bình quân đạt từ 12% đến 14%, GDP tăng từ 5,1% vào năm 1990 đến 9,5% vào năm 1995. Nhu cầu tiêu thụ điện năng cũng gia tăng hằng năm, cụ thể là 13,12% vào năm 1993; 18,43% vào năm 1994 và 20,62% vào năm 1995 (so với năm trước).
Khu vực Nam Bộ và Thành phố Hồ Chí Minh có sự phát triển tốt về kinh tế nhưng việc phát triển nguồn điện ở khu vực này không đáp ứng kịp nhu cầu tăng trưởng. Trong giai đoạn từ 1991 đến 1994 chỉ có Nhà máy Nhiệt điện Bà Rịa - 230MW được đưa vào vận hành. Công suất lắp đặt của Nam Bộ chỉ đáp ứng được 89,73% (lắp đặt 1005MW, nhu cầu 1120MW) nên phải hạn chế phụ tải bằng cách cắt điện luân phiên hoặc đột xuất hầu như tất cả các ngày trong tuần.
Khu vực Trung Bộ được cấp điện chủ yếu qua đường dây 220kV Vinh – Đồng Hới lấy điện từ Hòa Bình, đường dây 66kV từ Nhà máy thủy điện Đa Nhim cấp cho Cam Ranh, Khánh Hòa và một số nguồn diesel nhỏ tại chỗ. Do đường dây quá dài nên công suất truyền tải bị hạn chế và chất lượng điện cuối nguồn không đảm bảo, thường xuyên bị sụt giảm điện áp ở các khu vực Quảng Nam, Quảng Ngãi. Công suất lắp đặt của Trung Bộ chỉ đáp ứng được 40,91% nhu cầu (lắp đặt 90MW, nhu cầu 220MW).
Trong khi đó, tại Bắc Bộ, các nhà máy nhiệt điện than Uông Bí, Ninh Bình, Phả Lại, các tổ máy số 3-8 của nhà máy thủy điện Hòa Bình lần lượt được đưa vào vận hành, Bắc Bộ cơ bản thừa công suất. Trước tình hình đó, Chính phủ Việt Nam bàn đến 2 phương án giải quyết:
1. Bán điện thừa của Bắc Bộ cho Trung Quốc; xây dựng nguồn điện mới tại Nam Bộ và Trung Bộ.
2. Xây dựng đường dây siêu cao áp truyền tải điện năng dư thừa từ Bắc Bộ vào Nam Bộ và Trung Bộ.

Khi xét đến nhiều yếu tố kỹ thuật, chính trị, an ninh năng lượng, Chính phủ Việt Nam quyết định chọn phương án 2 với cấp điện áp 500kV.

## Thiết kế
Việc xây dựng đường dây siêu cao áp thống nhất hệ thống điện đã được đề cập đến trong tổng sơ đồ phát triển lưới điện giai đoạn 1 (1981 – 1985) của Việt Nam được thiết lập với sự hợp tác của Liên Xô. Báo cáo nghiên cứu tiền khả thi của công trình do Nhật Bản tài trợ thực hiện tặng cho Chính phủ Việt Nam.
Công trình được Bộ Chính trị thông qua vào tháng 1/1992. Đến ngày 25/2/1992, Chính phủ phê duyệt Luận chứng kinh tế – kỹ thuật với quyết định thời gian hoàn thành là 2 năm và do thời gian khẩn cấp nên cho phép thực hiện theo phương thức khảo sát, thiết kế, nhập vật tư - thiết bị và thi công thực hiện song song.
Chủ trì thiết kế phần nhất thứ cho công trình là Công ty Khảo sát Thiết kế điện 1 (nay là Công ty Cổ phần Tư vấn Xây dựng điện 1) phối hợp với các Công ty Khảo sát Thiết kế điện 2 (nay là Công ty Cổ phần Tư vấn Xây dựng điện 2), Phân viện Thiết kế điện Nha Trang (nay là Công ty Cổ phần Tư vấn Xây dựng điện 4). Quy trình thiết kế gồm 3 giai đoạn:
- Năm 1990: Khảo sát lập Báo cáo nghiên cứu khả thi
- Từ cuối năm 1991 – 1992: Khảo sát kỹ thuật và lập thiết kế kỹ thuật
- Năm 1993: Khảo sát kỹ thuật từng vị trí và lập bản vẽ thi công

Khối lượng khảo sát của công trình rất lớn với khoảng 2000 km khảo sát đo vẽ địa hình lập mặt cắt dọc, 500 km lập mặt cắt dọc pha; 200ha phục vụ đo bình đồ tỉ lệ 1/200 tại các góc lái; 5200m khoan thăm dò ở các vị trí có nguy cơ sạt lở; thí nghiệm khoảng 15000 mẫu đất đá... trên tổng chiều dài 1487 km đường dây và 5 trạm biến áp.
Thiết kế của công trình đã được phản biện bởi nhiều cơ quan trong nước như Viện Năng lượng, Đại học Bách khoa Hà Nội và các nhà chuyên môn độc lập trong nước. Mô hình thiết kế về sơ đồ, dung lượng bù, chế độ vận hành và ổn định hệ thống, thông số thiết bị, sơ đồ liên động... cũng được nhiều tổ chức nước ngoài hỗ trợ kỹ thuật và kiểm chứng như Viện Thiết kế Lưới Ukraina, Viện Thiết kế Lưới Saint-Peterburg (Nga), Công ty Nippon Koei (Nhật Bản), Công ty Hydro Quebec (Canada) hỗ trợ tính toán ổn định, Công ty Tractebel (Bỉ) hỗ trợ đào tạo thí nghiệm; Công ty PPI (Pacific Power International), bang New South Wales - Úc và SECVI (State Electricity Commission of Victoria International), bang Victoria – Úc hỗ trợ tư vấn giám sát, đào tạo quản lý vận hành, an toàn... dưới sự tài trợ của Chính phủ Úc.
Mục tiêu thiết kế đường dây là để truyền tải sản lượng khoảng 2.000GWh vào Thành phố Hồ Chí Minh mỗi năm với công suất đỉnh là 600MW - 800MW; độ tin cậy là 0,8 sự cố/100 km đường dây mỗi năm (tương đương 12 sự cố cho toàn đường dây một năm).

## Xây dựng
Đường dây 500kV Bắc – Nam mạch 1 có tổng chiều dài 1487 km gồm có 3437 cột điện tháp sắt đi qua 14 tỉnh thành gồm Hòa Bình, Thanh Hoá, Nghệ An, Hà Tĩnh, Quảng Bình, Quảng Trị, Thừa Thiên Huế, Quảng Nam - Đà Nẵng (nay là tỉnh Quảng Nam và thành phố Đà Nẵng), Kon Tum, Gia Lai, Đắk Lắk, Sông Bé (nay là các tỉnh Bình Phước, Bình Dương), Thành phố Hồ Chí Minh; trong đó qua vùng đồng bằng là 297 km (chiếm 20%), trung du – cao nguyên là 669 km (chiếm 45%), núi cao, rừng rậm là 521 km (chiếm 35%) với 8 lần vượt sông (sông Đà, sông Mã, sông Lam, sông La, sông Gianh, sông Thạch Hãn, sông Hương, sông Sài Gòn) và 17 lần vượt quốc lộ.
Công trình được Cố Thủ tướng Võ Văn Kiệt phát lệnh khởi công phần đường dây vào ngày 5/4/1992 tại các vị trí móng số 54, 852, 2702 và khởi công phần trạm biếp áp vào ngày 21/01/1993 tại trạm biến áp Phú Lâm, Thành phố Hồ Chí Minh.

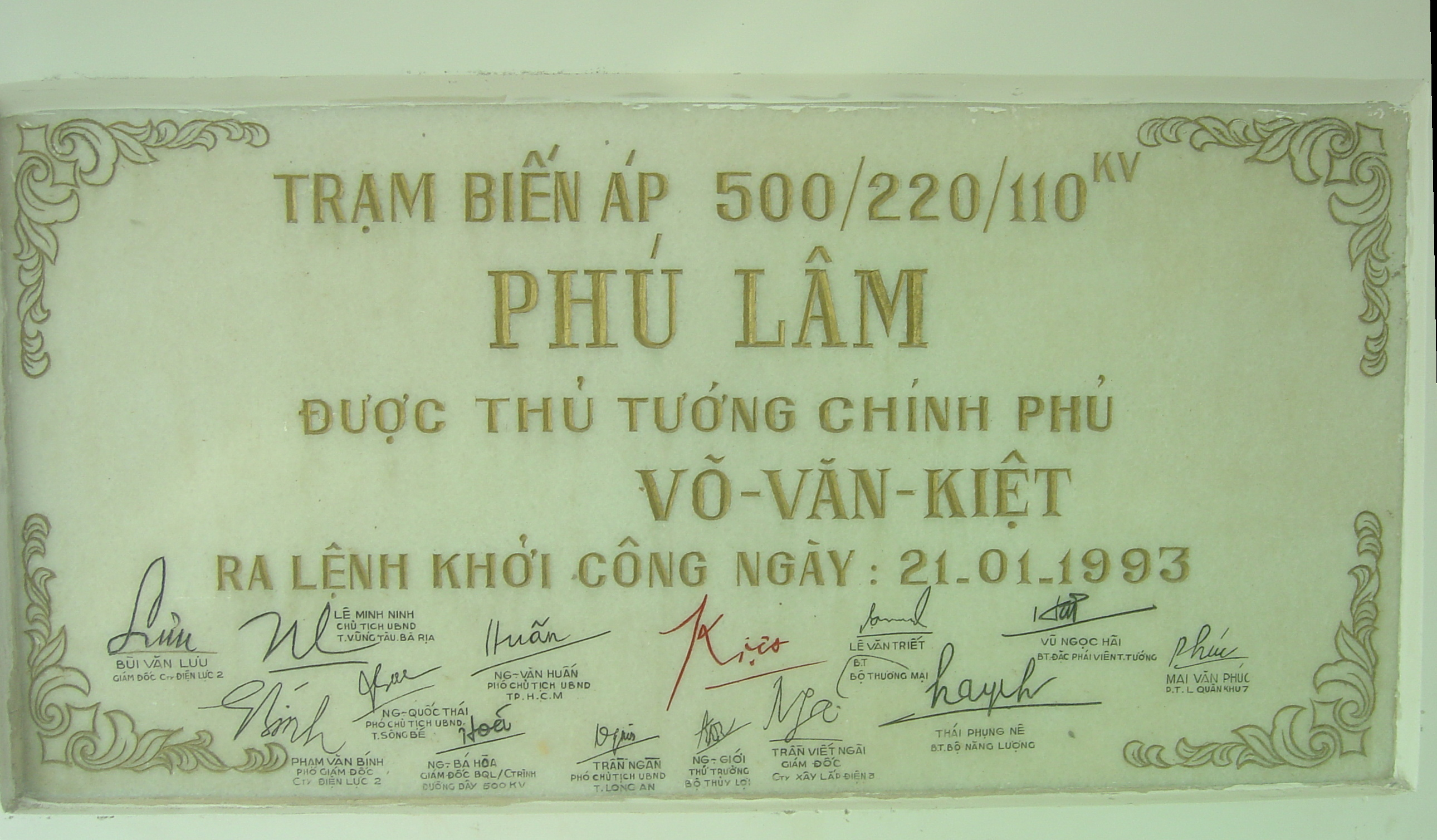
Biển kỷ niệm lễ khởi công trạm biến áp Phú Lâm với chữ ký màu đỏ của Cố Thủ tướng Võ Văn Kiệt

Các đơn vị thi công chính của công trình là Tổng Công ty Xây dựng Thủy điện Sông Đà và 4 Công ty Xây lắp điện 1, 2, 3, 4 thuộc Bộ Năng lượng phân chia đường dây thành 4 cung đoạn thi công:
1. Tổng Công ty Xây dựng Thủy điện Sông Đà (nay là Tổng Công ty Sông Đà) thi công đúc móng, dựng cột (không kéo dây) từ vị trí số 1 (Hòa Bình) đến vị trí 54 (Mãn Đức – Hòa Bình). Dài 24 km.
2. Công ty Xây lắp điện 1 (nay là Công ty Cổ phần Xây lắp điện 1) thi công đúc móng, dựng cột từ vị trí 55 đến vị trí 802 (trạm bù Hà Tĩnh) và kéo dây cột 1 đến cột 802. Dài 341,68 km.
3. Công ty Xây lắp điện 3 (nay là Tổng Công ty Cổ phần Xây dựng điện Việt Nam) thi công từ vị trí 803 đến vị trí 2112 (Đắc Lây – Kon Tum). Dài 523,35 km.
4. Công ty Xây lắp điện 4 (nay là Công ty Trách nhiệm Hữu hạn Một thành viên Xây lắp điện 4) thi công từ vị trí 2113 đến vị trí 2702 (Buôn Ma Thuột – Đắk Lắk). Dài 308 km.
5. Công ty Xây lắp điện 2 (nay là Công ty Trách nhiệm Hữu hạn Một thành viên Xây lắp điện 2) thi công từ vị trí 2703 đến vị trí 3437 (Phú Lâm – Thành phố Hồ Chí Minh). Dài 320,67 km.

Các trạm biến áp và trạm bù do nhà thầu Merlin Gerin – Pháp cung cấp thiết bị, thiết kế phần nhị thứ; các Công ty Xây lắp điện thực hiện việc lắp đặt thiết bị, đấu nối, các Trung tâm Thí nghiệm điện kiểm tra, thí nghiệm thiết bị. Tất cả đều được đặt dưới sự giám sát của các chuyên gia từ nhà thầu Merlin Gerin, các Công ty cung cấp thiết bị và 2 đơn vị tư vấn giám sát của Úc là PPI và SECVI.
Tổng nhân lực huy động chính thức trên công trường của các đơn vị xây lắp là khoảng 8000 người sau bổ sung thêm 4000 người thi công các khối lượng chính của công trình. Các khối lượng phụ trợ như giải phóng tuyến, làm đường, vận chuyển... do các đơn vị hỗ trợ thực hiện như lực lượng quân đội gần 4000 người (gồm Binh đoàn 12, Binh đoàn 15, Quân khu 4, Quân khu 5, Quân đoàn 1, Quân đoàn 3); các đơn vị xây lắp tại 14 tỉnh thành đường dây đi qua gần 7000 người; các đơn vị chuyên ngành cầu đường như Công ty Cầu Thăng Long, Xí Nghiệp F19 Bộ Giao thông Vận tải, các đơn vị xây dựng cầu đường địa phương hỗ trợ thiết bị đóng cọc, xay đá, trộn bêtông...; khối lượng rà phá bom mìn trải dài trên diện tích khoảng 17000ha do các đơn vị binh chủng công binh thực hiện.
Đến tháng 4/1994, cơ bản công trình được xây dựng hoàn tất với khối lượng sơ bộ gồm lắp dựng 3437 cột tháp sắt (trong đó có 12 vị trí đảo pha); căng 1487 km dây dẫn (mỗi pha 4 dây) và dây chống sét (hai dây chống sét, trong đó 1 dây có mang dây cáp quang); xây dựng 22 trạm lặp cáp quang, 19 chốt vận hành đường dây; đổ 280.000m³ bêtông móng với 23.000 tấn cốt thép; 60.000 tấn cột điện, 23.000 tấn dây dẫn và 930 tấn dây chống sét; 6.300 tấn cách điện.
Phần trạm biến áp gồm 5 trạm Hòa Bình, Hà Tĩnh (trạm bù), Đà Nẵng, Pleiku, Phú Lâm. Giai đoạn 1 (5/1994) chỉ mới lắp đặt 1 tổ máy 500/220/35kV - 3x150MVA tại trạm Hòa Bình và 1 tổ máy 3x150MVA tại trạm Phú Lâm. Đến tháng 9/1994, lắp đặt thêm 3 tổ máy biến áp 500/220/35kV – 3x150MVA tại các trạm Hòa Bình, Phú Lâm, Đà Nẵng và đến tháng 11/1994, lắp đặt thêm 1 tổ máy biến áp 500/220/35kV – 3x150MVA tại trạm Pleiku.
Phần nhà điều hành Trung tâm Điều Độ Hệ thống điện Quốc gia với hệ thống SCADA theo dõi thông số vận hành toàn hệ thống điện cũng được hoàn thành vào đầu năm 1994. Hệ thống này cũng cho phép điều khiển các thiết bị đóng cắt của các trạm trên hệ thống 500kV tại Trung tâm Điều Độ Hệ thống điện Quốc gia (nhưng chỉ thử nghiệm mà không đưa vào vận hành chính thức).

## Thí nghiệm, nghiệm thu đóng điện

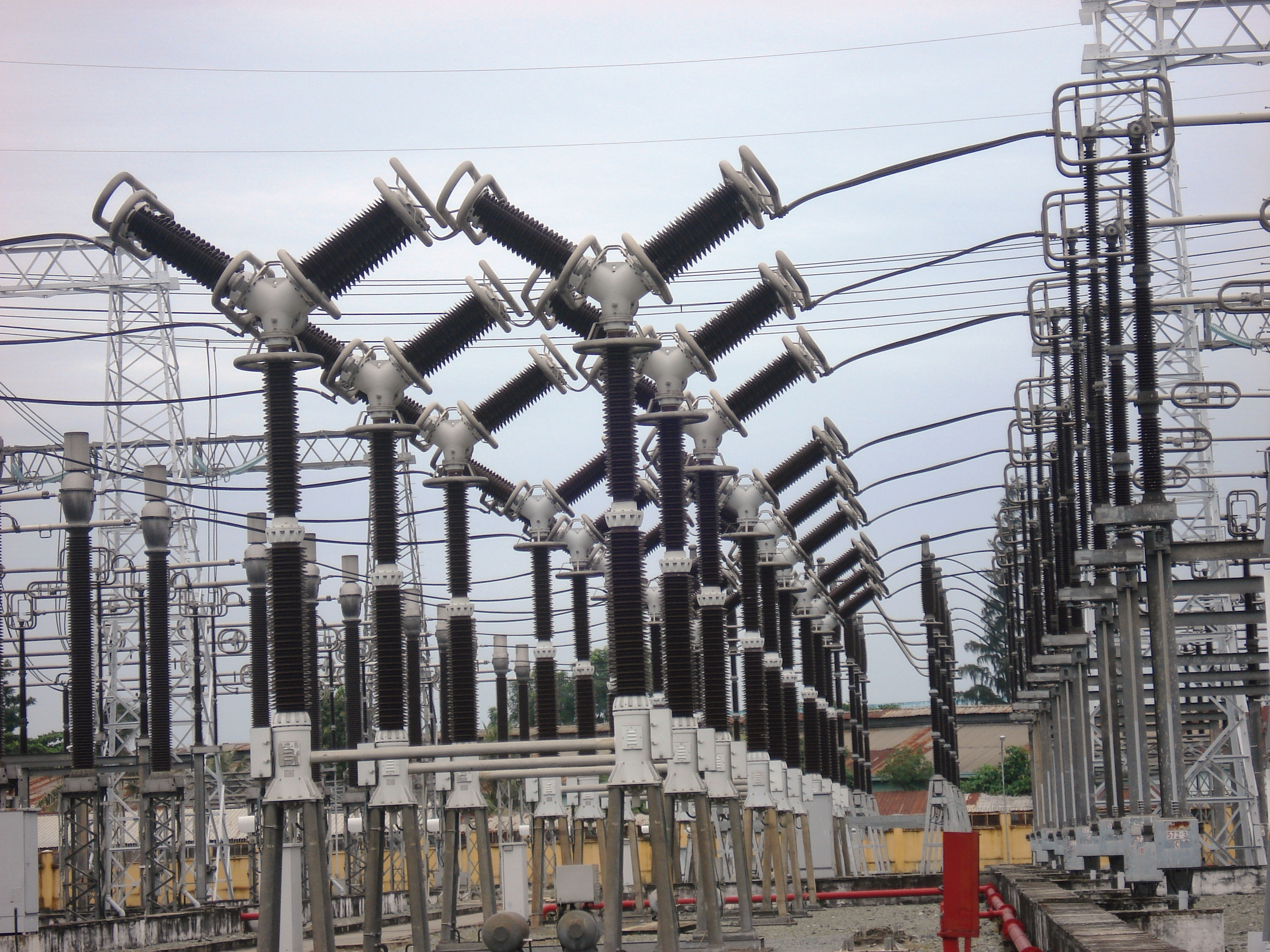
Máy cắt 500kV tại trạm biến áp 500kV Phú Lâm

Công tác thí nghiệm thiết bị, thông mạch các trạm biến áp Hòa Bình, Hà Tĩnh do Trung tâm Thí nghiệm điện 1 thực hiện; trạm Đà Nẵng, Pleiku do Trung tâm Thí nghiệm điện 3 thực hiện và trạm Phú Lâm do Trung tâm Thí nghiệm điện 2 thực hiện. Công tác thí nghiệm, thông mạch đều được giám sát chặt chẽ bởi các chuyên gia của hãng sản xuất thiết bị và của 2 đơn vị tư vấn PPI và SECVI.
Quá trình nghiệm thu, đóng điện đường dây gồm 4 giai đoạn:
- Đóng điện DC 220V (từ 14 đến 16/4/1994) và AC điện áp 15kV (từ 25/4 đến 7/5/1994) để xác định thứ tự pha, đo điện trở DC và kiểm tra thông số đường dây.
- Đóng điện từng cung đoạn đường dây với điện áp 500kV (từ 20/5 đến 26/5/1994).
- Hòa hệ thống điện Nam Bộ với 4 tổ máy của nhà máy thủy điện Hòa Bình vào ngày 27/5/1994 tại trạm Đà Nẵng.
- Hòa đồng bộ hệ thống điện Nam Bộ với hệ thống điện Bắc Bộ tại nhà máy thủy điện Hòa Bình vào ngày 29/5/1994.

Lúc 19 giờ 6 phút ngày 27/5/1994, tại Trung tâm Điều Độ Hệ thống điện Quốc gia, Cố Thủ tướng Võ Văn Kiệt ra lệnh hòa hệ thống điện Nam Bộ với 4 tổ máy của nhà máy thủy điện Hòa Bình tại trạm Đà Nẵng qua đường dây 500kV, chính thức đưa hệ thống 500kV vào vận hành.

## Thông số thiết bị

### Phần đường dây
| Stt | Tên vật tư, thiết bị          | Hãng sản xuất                                     | Nước sản xuất | Loại thiết bị                                                     |
| --- | ----------------------------- | ------------------------------------------------- | ------------- | ----------------------------------------------------------------- |
| 1   | Cáp quang                     | Nissho Iwai                                       | Nhật Bản      | OPGW 70 (nằm trong dây chống sét)                                 |
| 2   | Chuỗi néo, treo đường dây     | Mosdorfer, Loruenser                              | EU            | Kẹp cực đấu nối, chuỗi cách điện, ống nhôm                        |
| 3   | Thép dẹt                      | Mitsui                                            | Nhật Bản      | Mạ kẽm nhúng nóng (hot-dip galvanized)                            |
| 4   | Sứ và phụ kiện                | Sediver, CTC/China, Lagranja/ Spain               | Pháp          | F300/195DC (néo); F160/146DC; F120/146DC (đỡ); F70/127DC (đỡ lèo) |
| 5   | Cột thép, thép góc và dây dẫn | Hyundai, Hyosung, Lucky Goldstar, Daewoo, Samsung | Hàn Quốc      | Cột thép mạ kẽm nhúng nóng; dây dẫn 4xACSR-330/SQ85               |
| 6   | Cột thép và dây dẫn           | -                                                 | Ukraina       | Cột thép mạ kẽm nhúng nóng; dây dẫn 4xACSR-330/SQ85               |
| 7   | Dây chống sét thứ hai         | -                                                 | Ukraina       | ACKП70/72                                                         |

### Phần trạm biến áp
| Stt | Tên vật tư, thiết bị                    | Hãng sản xuất                            | Nước sản xuất      | Loại thiết bị                                                                                       |
| --- | --------------------------------------- | ---------------------------------------- | ------------------ | --------------------------------------------------------------------------------------------------- |
| 1   | Máy biến áp                             | Jeumont Schneider                        | Pháp               | Máy biến áp tự ngẫu                                                                                 |
| 2   | Tụ điện bù dọc                          | Nokia(n) Capacitor                       | Phần Lan           | Tụ cách điện bằng dầu                                                                               |
| 3   | Kháng bù ngang                          | ABB                                      | Thụy Điển          | Kháng dầu                                                                                           |
| 4   | Máy cắt 500kV, 220kV, 110kV, 35kV       | Nuova Magrini Galileo, ABB, Merlin Gerin | Ý, Thụy Điển, Pháp | 550MHMe-4Y, 245MHMe-1P, 123MHMe-1P; LTB 72,5D1; SB6                                                 |
| 5   | Dao cách ly 500kV, 220kV                | Egic                                     | Pháp               | OH-500, DR-245                                                                                      |
| 6   | Chống sét van                           | ABB                                      | Thụy Điển          | Exlim Q                                                                                             |
| 7   | Phụ kiện chuỗi cách điện và đấu nối     | Loruenser                                | EU                 | -                                                                                                   |
| 8   | Rơle bảo vệ                             | Siemens, Gec Alsthom                     | Đức, Anh           | 7SA513 (khoảng cách), 7UT513 (so lệch máy biến áp), LFCB (so lệch đường dây), LFAA (tự đóng lại)... |
| 9   | Thiết bị đầu cuối thông tin quang       | NEC                                      | Nhật Bản           | -                                                                                                   |
| 10  | Thiết bị cho trung tâm điều độ quốc gia | Cegelec                                  | Pháp               | -                                                                                                   |

## Chi phí cho công trình
Tổng chi phí đầu tư cho công trình là 548,839 tỷ đồng Việt Nam (tương đương 700 triệu đô la Úc hay 544 triệu đô la Mỹ) bằng nguồn vốn trong nước, thấp hơn 1% so với dự toán. Công trình đã được khấu hao toàn bộ giá trị xây dựng và quyết toán vào năm 2000.
Phần tài trợ của Chính phủ Úc có tổng giá trị 6,5184 triệu đô la Úc thông qua chương trình Private Sector Linkages do tổ chức hợp tác quốc tế AusAID điều hành, phần đóng góp chính là của tập đoàn năng lượng Austenergy, gồm 4 giai đoạn:
1. Giai đoạn 1 (từ 11/1992 đến 12/1992): Thẩm định thiết kế tổng quát của đường dây.
2. Giai đoạn 2 (từ 12/1992 đến 30/6/1993): Chuẩn bị tư vấn chi tiết về thiết kế và lập đề cương cho dự án để phục vụ các hoạt động sau này của dự án.
3. Giai đoạn 3 (1/7/1993 đến 30/9/1994): Chuẩn bị nội dung hướng dẫn về an toàn và hiệu quả trong vận hành hệ thống, bao gồm đào tạo giám sát viên và điều hành viên tại Úc.
4. Giai đoạn 4 (1/10/1994 đến 30/6/1995): Hỗ trợ thí nghiệm, nghiệm thu đường dây và đào tạo công tác vận hành tại chỗ.

Chính phủ Việt Nam đã yêu cầu khoản tài trợ này sau khi không đạt được thỏa thuận về việc tài trợ cho gói thầu tư vấn với Chính phủ Bỉ. Do công trình đã triển khai được 3 tháng nên ngay sau khi được Chính phủ Úc chấp thuận, AusAID đã vận dụng chương trình Private Sector Linkages để kịp cấp vốn cho gói thầu tư vấn. Năm 1997, trong báo cáo tổng kết đánh giá hiệu quả nguồn vốn tài trợ, AusAID đã đánh giá cao hiệu quả của khoản tài trợ này cho cả lợi ích phía Việt Nam và Úc.

## Vận hành
Sau khi hoàn thành, đường dây 500kV Bắc – Nam mạch 1 được bàn giao cho các Công ty Điện lực 1, 2, 3 quản lý. Đến năm 1995, ngành điện thay đổi cơ cấu tổ chức, thành lập Tổng Công ty Điện lực Việt Nam (nay là Tập đoàn Điện lực Việt Nam), tách các Sở Truyền tải điện ra khỏi các Công ty Điện lực để thành lập các Công ty Truyền tải Điện 1, 2, 3, 4. Đường dây 500kV Bắc – Nam mạch 1 và các trạm biến áp của nó được giao cho các Công ty Truyền tải Điện quản lý, cụ thể như sau:
- Công ty Truyền tải Điện 1: Quản lý các trạm biến áp Hà Tĩnh, Hòa Bình và 955 vị trí cột với tổng chiều dài đường dây là 406 km từ Đèo Ngang đến Hòa Bình.
- Công ty Truyền tải Điện 2: Quản lý trạm biến áp Đà Nẵng và 1352 vị trí cột với tổng chiều dài đường dây là 587 km từ Hà Tĩnh đến Pleiku.
- Công ty Truyền tải Điện 3: Quản lý trạm biến áp Pleiku và 708 vị trí cột với tổng chiều dài đường dây là 314,5 km từ Pleiku đến Đắc Nông.
- Công ty Truyền tải Điện 4: Quản lý trạm biến áp Phú Lâm và 421 vị trí cột với tổng chiều dài đường dây là 183 km từ Đắc Nông đến Phú Lâm.

Trong quá trình vận hành, đã xảy ra một số sự cố sạt lở móng cột do mưa, bão ở Phước Sơn, Đắc Lây, Đắc Nông, Krôngnô. Các sự cố trạm nghiêm trọng là sự cố cháy pha C máy biến áp 500kV tại trạm Hòa Bình vào ngày 26/4/2000 do sét đánh và sự cố cháy pha B máy biến áp 500kV tại trạm Đà Nẵng vào ngày 18/8/2007.
Công tác bảo vệ an ninh cho việc quản lý vận hành đường dây cũng đã được đặt ra ngay từ khi đóng điện vận hành dựa trên sự phối hợp giữa các Bộ Năng lượng, Bộ Nội vụ và Bộ Quốc phòng với các Ban chỉ đạo bảo vệ đường dây tại các tỉnh có đường dây đi qua. Dọc tuyến đường dây có bố trí 342 chốt gác, mỗi chốt cách nhau từ 5 km đến 10 km tùy theo địa hình với khoảng 1500 người ở các địa phương tham gia.

## Ý nghĩa

### Giải quyết cơ bản tình trạng thiếu điện ở Miền Trung và Miền Nam
Đường dây 500kV Bắc - Nam mạch 1 được đưa vào vận hành vào tháng 5/1994, cơ bản đã giải quyết được tình trạng thiếu điện của Nam Bộ. Sau khi đóng điện đưa vào vận hành máy biến áp 500kV tại Đà Nẵng (9/1994) và Pleiku (tháng 11/1994), tình hình cung cấp điện cho Trung Bộ đã được giải quyết căn cơ.
Giai đoạn từ năm 1994 đến năm 1997, công suất truyền tải chủ yếu từ Bắc vào Nam và chiếm tỉ trọng lớn trong tổng sản lượng cung cấp của Nam Bộ và Trung Bộ:
- Sản lượng phát ra ở Hòa Bình:	9,170 tỷ kWh
- Sản lượng cung cấp cho Nam Bộ (tại đầu Phú Lâm):	6,598 tỷ kWh (chiếm 40 – 50,7%)
- Sản lượng cung cấp cho Trung Bộ (tại đầu Đà Nẵng và Pleiku):	2,074 tỷ kWh (chiếm 16,7 – 28,8%)

Tính đến đầu năm 2009, tổng sản lượng điện năng truyền tải qua đường dây này sau 15 năm vận hành (tính cả 2 chiều) là 148 tỷ kWh.

### Thống nhấthệ thống điệnViệt Nam
Về mặt kỹ thuật, đường dây 500kV Bắc - Nam mạch 1 hợp nhất hệ thống điện 3 Miền (trước đây vận hành độc lập với nhau) nhờ đó tăng cường được sự hỗ trợ qua lại thế mạnh của hệ thống điện giữa các Miền, tăng tính ổn định và độ tin cậy chung của toàn hệ thống.
Về mặt chính trị, việc thống nhất hệ thống điện 3 Miền là cơ sở kỹ thuật cần thiết để thực hiện chính sách trung ương tập quyền quản lý hệ thống điện, chấm dứt sự "cát cứ" của các Công ty Điện lực Miền (Công ty Điện Lực 1 tại Bắc Bộ, Công ty Điện Lực 2 tại Nam Bộ và Công ty Điện Lực 3 tại Trung Bộ). Với mục đích này, Trung tâm Điều độ Hệ thống điện Quốc gia được thành lập, đầu tiên là để quản lý hệ thống 500kV, đến năm 1999, Trung tâm này tiếp nhận quản lý toàn bộ nhà máy điện và 3 Trung tâm Điều độ Hệ thống điện Miền. Đồng thời với việc thành lập Tổng Công ty Điện lực Việt Nam (nay là Tập đoàn Điện lực Việt Nam), các Công ty Điện lực 1, 2, 3 bị chia nhỏ ra thành các Công ty Truyền Tải và một số Công ty Điện lực, hệ thống điện Việt Nam được quy về một mối quản lý theo mô hình Tổng Công ty nhà nước.

## Tai tiếng
Công trình đường dây 500kV Bắc – Nam mạch 1 ghi nhận vụ tai tiếng mua bán lòng vòng 4.000 tấn sắt thép của một số đối tượng thuộc Công ty Vinapol (Hội hữu nghị Việt Nam - Ba Lan) thông đồng với Ban Quản lý Dự án đường dây 500kV để hưởng chênh lệch 3,1 tỷ đồng Việt Nam. Sau khi bị phát hiện, vụ việc được quy trách nhiệm cho thư "giới thiệu" của ông Vũ Ngọc Hải – Bộ trưởng Bộ Năng lượng đương thời. Ông bị kết tội thiếu trách nhiệm gây hậu quả nghiêm trọng, bị kết án 3 năm tù giam và thụ án tại Trại giam Thanh Xuân (thuộc V26, Bộ Công an), nhưng chỉ ở tù một năm thì được ân xá.
Trong thời gian thụ án, ngày 28/05/1994, 1 ngày sau khi đóng điện thành công, ông Hải được cố Thủ tướng Võ Văn Kiệt "cho" vào tù để gắn kỉ niệm chương vì những công trạng của ông đã đóng góp cho công trình này. Ông Vũ Ngọc Hải là nhân vật chủ xướng lập đề án và đóng vai trò quan trọng trong việc tham mưu cho cố Thủ tướng Võ Văn Kiệt quyết định xây dựng công trình đường dây 500kV Bắc – Nam mạch 1.
Vụ án này còn truy tố, 2 Phó Tổng Giám đốc, 2 Phó Giám đốc và một số nhân vật khác, thu hồi 3,1 tỷ đồng đã thất thoát. Vụ này là tai tiếng lớn nhất từ trước đến nay.
13h40 ngày 22/5/2013, tại đoạn đường dây 500 kV tuyến Di Linh - Tân Định, qua khu vực phường Hòa Phú, TP Thủ Dầu Một (Bình Dương), tài xế Ngô Tấn Thảo (ngụ Thuận An, Bình Dương) điều khiển xe cẩu, cẩu cây dầu cao hơn 10 m tại vườn ươm gần đấy. Anh Thảo để phần ngọn cây dầu đụng vào đường dây 500 kV gây ra một tiếng nổ lớn. Ngay sau đó, toàn bộ khu vực miền Nam Việt Nam và một phần Campuchia bị mất điện.

## Ảnh hưởng
Sau công trình đường dây 500kV Bắc – Nam mạch 1, ngành điện Việt Nam tiếp tục đầu tư xây dựng một số công trình đường dây 500kV như đường dây 500 kV Pleiku - Yali (hoàn thành tháng 5/2000), đường dây 500 kV Phú Mỹ - Nhà Bè - Phú Lâm (hoàn thành tháng 1/2004) đường dây 500 kV Pleiku - Phú Lâm mạch 2 (hoàn thành tháng 4/2004), đường dây Pleiku - Dốc Sỏi - Đà Nẵng, Đà Nẵng - Hà Tĩnh và Hà Tĩnh - Nho Quan - Thường Tín (hoàn thành tháng 9/2005). Như vậy đến tháng 9/2005, đường dây 500kV Bắc – Nam đã có hai mạch, nâng cao hơn độ tin cậy truyền tải điện năng giữa các vùng miền.
Tuy nhiên, các công trình sau này không gây được tiếng vang to lớn trong lòng xã hội Việt Nam như đường dây 500kV Bắc – Nam mạch 1 vào năm 1994 do hiệu quả của chúng chỉ có thể đánh giá được bên trong ngành điện, trong khi đường dây 500kV Bắc – Nam mạch 1 phát huy ngay tác dụng trong toàn xã hội khi ngay sau khi đóng điện vận hành, tình trạng cắt điện luân phiên ở Thành phố Hồ Chí Minh chấm dứt và nguồn cung cấp điện ổn định trong nhiều năm.
Dự án đường dây 500kV Bắc – Nam mạch 1 cũng được biết đến với thời gian xây dựng nhanh kỉ lục (2 năm). Tuy nhiên, do tiến hành khẩn trương, nên nhiều đánh giá về tác động đến môi trường, về lợi ích kinh tế, về tác động xã hội... đã bị bỏ qua. Ngoài ra, trong quá trình triển khai, dự án cũng vấp phải những ý kiến hoài nghi của nhiều cá nhân và tổ chức trong và ngoài nước (trong đó có cả Ngân hàng Thế giới) nghi ngờ sự thành công của dự án. Đặc biệt, ngay trong nội bộ Đảng Cộng sản cũng có ý kiến phản đối quyết liệt cho rằng chủ trương làm dường dây 500kV là chủ trương phiêu lưu, mạo hiểm, lãng phí tiền của nhà nước. Lấy tiền của nhà nước để gây thanh danh cá nhân.